# Anna Q. Nilsson
Anna Quirentia Nilsson (30 de março de 1888 – 11 de fevereiro de 1974) foi uma atriz sueco-americana que alcançou sucesso com filmes mudos americanos.

## Biografia
Nilsson nasceu em Ystad, Skåne County, Suécia, em 1888.  .
Em 1905, emigrou para os Estados Unidos. No novo país, a adolescente sueca começou a trabalhar como babá e aprendeu inglês rapidamente.

## Carreira

### Trabalho como modelo
Logo ela começou a trabalhar como modelo. Em 1907, foi nomeada "Mulher mais bonita da América". Penrhyn Stanlaws (1877–1957), um dos artistas mais bem-sucedidos e procurados da época, escolheu Anna Q. Nilsson para se tornar uma de suas modelos.

### Cinema mudo

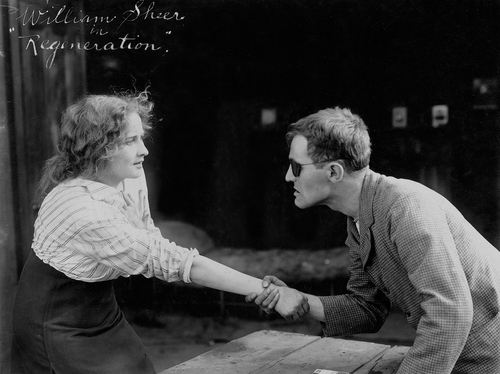
Nilsson no filme de Raoul Walsh de 1915, "Regeneration"

O trabalho como modelo a levou a conseguir um papel no filme de Kalem de 1911, "Molly Pitcher' . Permaneceu no estúdio Kalem por vários anos,  antes ir para outras companhias. Os filmes de destaque são "Regeneration" (1915), "Seven Keys to Baldpate" (1917), "Soldiers of Fortune" (1919), "The Toll Gate" e "The Luck of the Irish" (ambos em 1920) e "The Lotus Eater"  (1921). Em 1921, durante um raro retorno de férias à Suécia, ela foi convidada a filmar Värmlänningarna, seu único filme sueco.

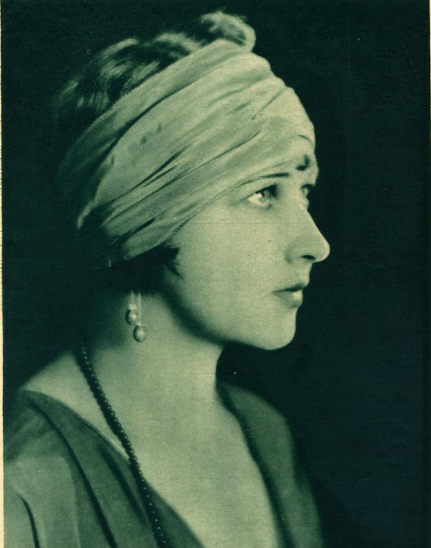
Nilsson, 1923

Na década de 1920, trabalhou como freelancer para a Paramount, First National e muitos outros estúdios e alcançou um auge de popularidade pouco antes do advento do cinema falado. Em 1923  fez nove filmes,  incluindo interpretar "Cherry Malotte" no segundo filme baseado em  "The Spoilers", de  Rex Beach, papel que seria interpretado em versões posteriores por Betty Compson (1930), Marlene Dietrich (1942). e Anne Baxter (1955). Em 1926, foi nomeada a mulher mais popular de Hollywood. Recebeu a realeza quando o príncipe herdeiro sueco Gustav Adolf (mais tarde rei Gustaf VI Adolf ) e sua esposa Louise Mountbatten visitaram Hollywood. Em 1928, atingiu o recorde de correspondência de fãs, 30.000 cartas por mês, e naquele ano Joseph P. Kennedy a levou para sua recém-criada empresa de cinema RKO Radio Pictures. No ano seguinte, enquanto andava a cavalo, caiu,  foi jogada contra um muro de pedra e quebrou o quadril. Após um ano de recuperação, ela estava de pé novamente. Em 1928, Anna Nilsson fez seu último filme da era do cinema mudo, "Blockade" .

### Cinema Falado
Com a introdução de filmes falados, a carreira de Nilsson entrou em declínio acentuado, embora ela continuasse a desempenhar pequenos papéis, muitas vezes não creditados, em filmes nos anos 50. Entre 1930 e 1950, participou de 39 filmes falados, em papéis menores. Ela interpretou a mãe imigrante sueca de Loretta Young em "The Farmer´s Daughter" (1947). Sua performance mais conhecida no cinema falado é sem dúvida  "ela mesma", referida como uma das "figuras de cera" de Gloria Swanson no filme clássico "Sunset Boulevard" (1950), onde ela tem uma pequeno papel.
Nilsson tem uma estrela na Calçada da Fama de Hollywood, em Hollywood Boulevard 6150, por sua contribuição à indústria cinematográfica. Foi a primeira atriz sueca a receber essa honra.

## Vida pessoal
Nilsson foi casada com o ator Guy Coombs, de 1916 a 1917, e com o comerciante de calçados norueguês-americano John Marshall Gunnerson, de 1922 até 1925. Ela morreu em Sun City, Califórnia, em 11 de fevereiro de 1974, de insuficiência cardíaca.